# Nur (sockenhuvudort i Kina, Xinjiang Uygur Zizhiqu, lat 36,32, long 81,06)
Nur (kinesiska: 奴尔, 奴尔乡) är en sockenhuvudort i Kina. Den ligger i den autonoma regionen Xinjiang, i den nordvästra delen av landet, omkring 1 000 kilometer sydväst om regionhuvudstaden Ürümqi. Antalet invånare är 11 581. Befolkningen består av 5 598 kvinnor och 5 983 män. Barn under 15 år utgör 23,0 %, vuxna 15-64 år 70 %, och äldre över 65 år 5,0 %.
Runt Nur är det mycket glesbefolkat, med 4 invånare per kvadratkilometer. Nur är det största samhället i trakten. Trakten runt Nur är ofruktbar med lite eller ingen växtlighet.
Genomsnittlig årsnederbörd är 158 millimeter. Den regnigaste månaden är juni, med i genomsnitt 33 mm nederbörd, och den torraste är november, med 4 mm nederbörd.